# 茶葉小果
茶葉小果（Chayexiaoguo、1994年12月20日 - ）、愛称・リンゴは、中華人民共和国出身のコスプレイヤー。東京都在住。

## 経歴・人物
1994年12月20日、四川省成都市に生まれる。5歳から絵を学ぶ。
中学時代、クラスメイトに「君の顔はアニメの登場人物に似ている。コスプレしたことある？」と聞かれたことがあるが、当時はコスプレが何なのかも知らなかった。初めてコスプレしたのは高校1年生の時。キャラは『あの日見た花の名前を僕達はまだ知らない。』の本間芽衣子。2011年頃、微博（weibo）に投稿を開始。2016年、『ズートピア』のジュディ･ホップスのコスプレ写真を投稿したことがきっかけでフォロワーが増加。
2018年4月から日本に留学。2021年7月現在、キャラクターデザイン専攻。
2019年8月12日、「コミックマーケット」（C96）に参加、漢服のコスプレを披露。乃木章によると、「ロリータ、着物、漢服など様々な着こなしをSNSで見せるアジアンビューティー」である。
好きな日本のアニメは『あの日見た花の名前を僕達はまだ知らない。』と『ワンパンマン』。音楽ではONE OK ROCKの「wherever you are」。海老フライが好物
。
好きな日本のドラマは『あなたの番です』。
特技は油絵、CGイラスト、VLOG、古箏。